# Panorpa nuptialis
Panorpa nuptialis hay còn gọi là ruồi bọ cạp (Scorpionfly) là một loài trong họ Panorpidae, đây là một loại thuộc dạng động vật ăn xác thối. Loài ruồi bọ cạp này sống chủ yếu ở vùng Tây Âu và thường ăn xác các côn trùng chết, mật hoa và hoa quả thối rữa, chúng hút dịch lỏng trên xác chết và là một trong những con vật xuất hiện đầu tiên bên xác chết, sở dĩ loài này được gọi là ruồi bọ cạp là bởi con đực có bộ phận sinh dục to và trông giống như ngòi của một con bọ cạp vì vậy, chúng được gọi là ruồi bọ cạp.